# 张春江
张春江（1958年7月—），山东烟台人，中国移动通信集团公司党组书记、副总裁，前中国网络通信集团公司党组书记、副总经理。

## 生平
1982年毕业于北京邮电学院。1999年任信产部副部长。2003年5月，中国电信产业重组，任新网通总经理。在位5年，力推网通整合上市。2008年5月，中国电信产业再次重组，张春江调任中移动党组书记、副总经理。2008年，当选第十一届全国政协委员，代表经济界，分入第三十五组。并担任经济委员会专委。
2009年12月26日被中纪委证实涉嫌严重违纪，接受了组织调查。
2011年7月21日，因受贿746万余元，張春江被河北省滄州市中級人民法院一審判处死刑，緩期兩年执行。
死緩執行期間，張春江沒有故意犯罪，符合減刑條件，北京市高院於2014年11月裁定將張春江的刑罰減為無期徒刑。